# Paul Thorer

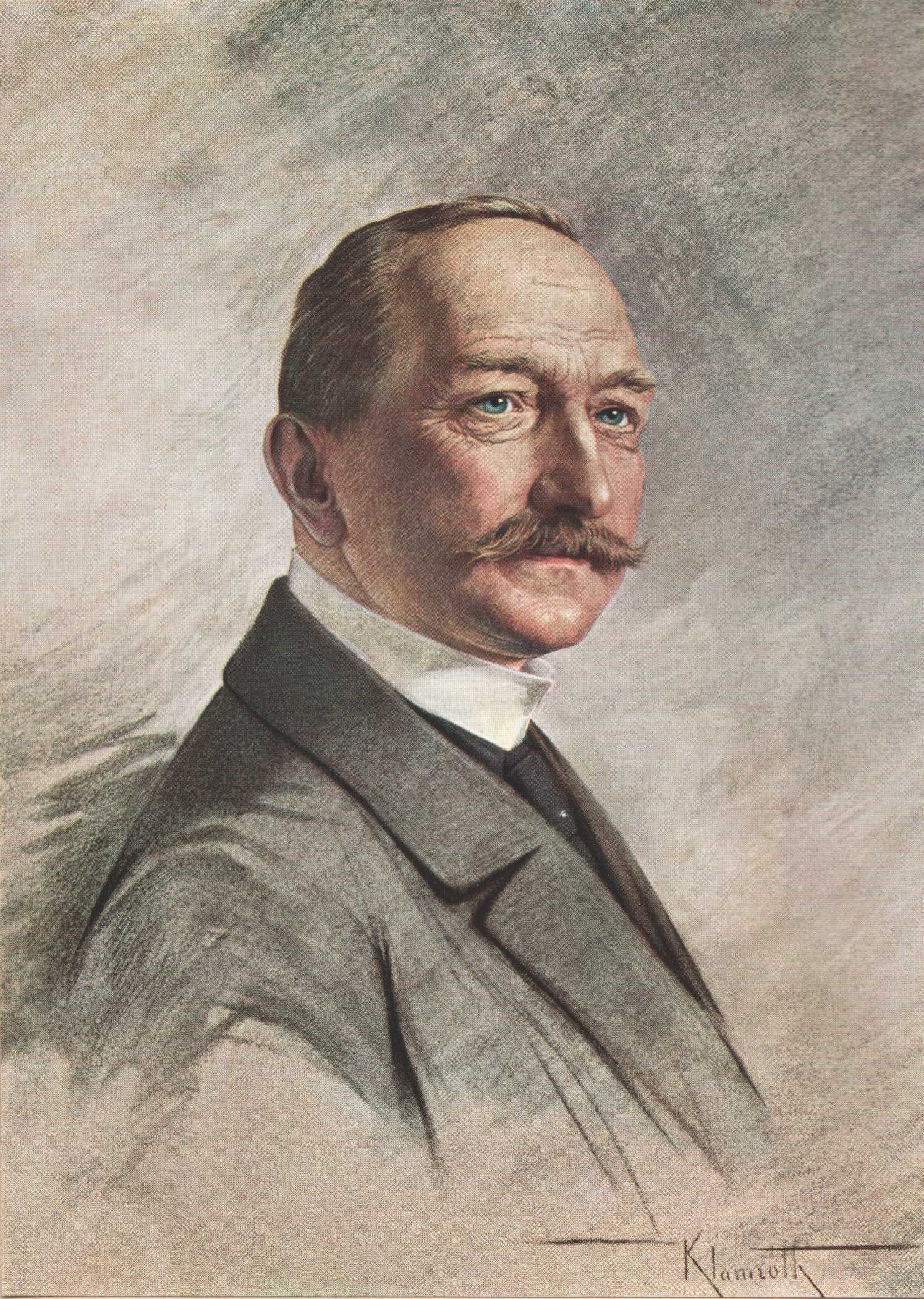
Paul Albert Thorer

Paul Albert Thorer (* 5. März 1858 in Görlitz; † 7. April 1920 in Leipzig) war ein deutscher Unternehmer und Verbandsfunktionär der Rauchwarenindustrie. Er leitete viele Jahre das international operierende Rauchwarenunternehmen Theodor Thorer, das sein Vater gegründet hatte. Auf Thorer geht die bedeutende Persianerzucht in Namibia zurück, durch die das bisherige russisch-vorderasiatische Persianermonopol gebrochen wurde.

## Werdegang

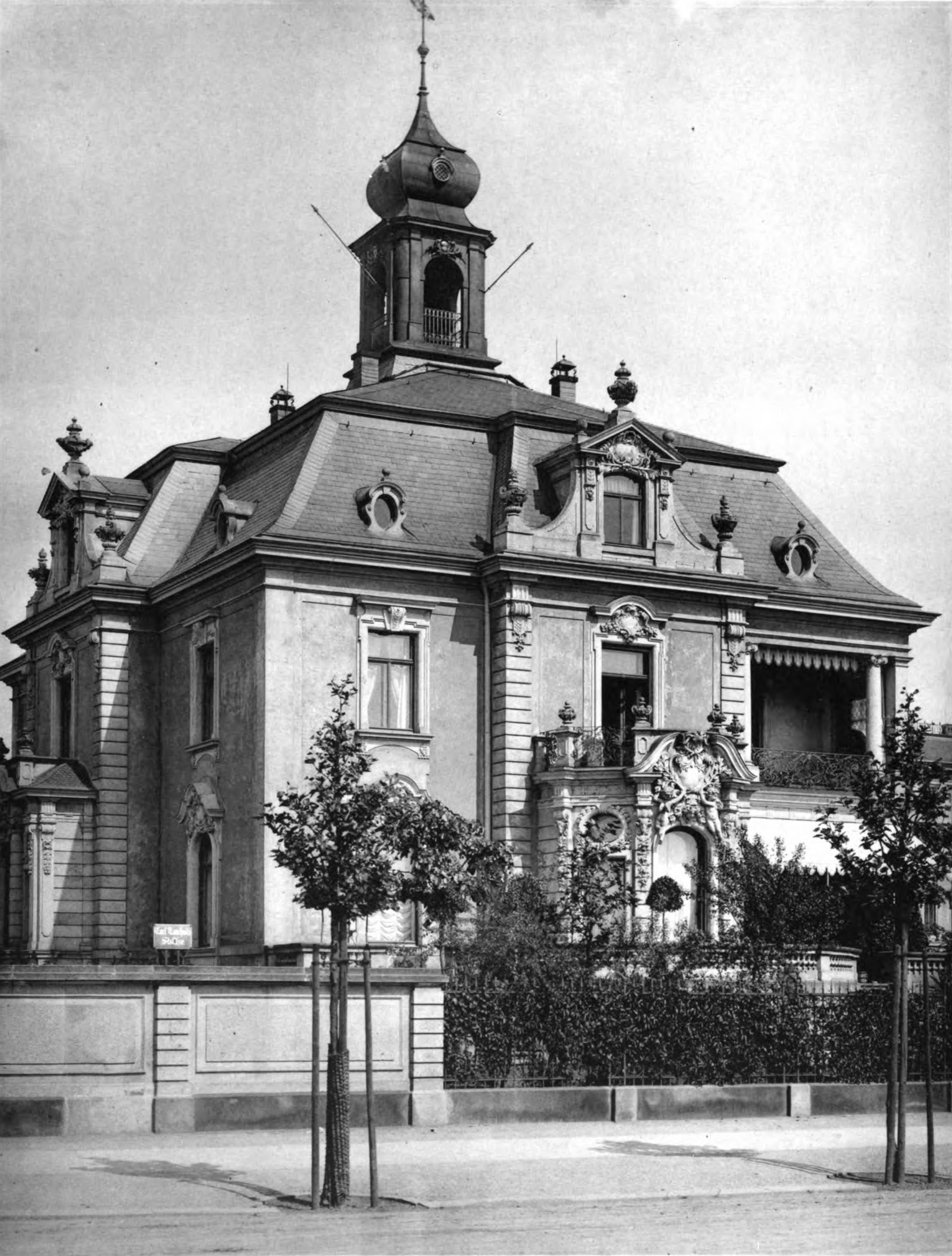
Villa Thorer in der Beethovenstraße 35, Ecke Karl-Tauchnitz-Straße (1898)

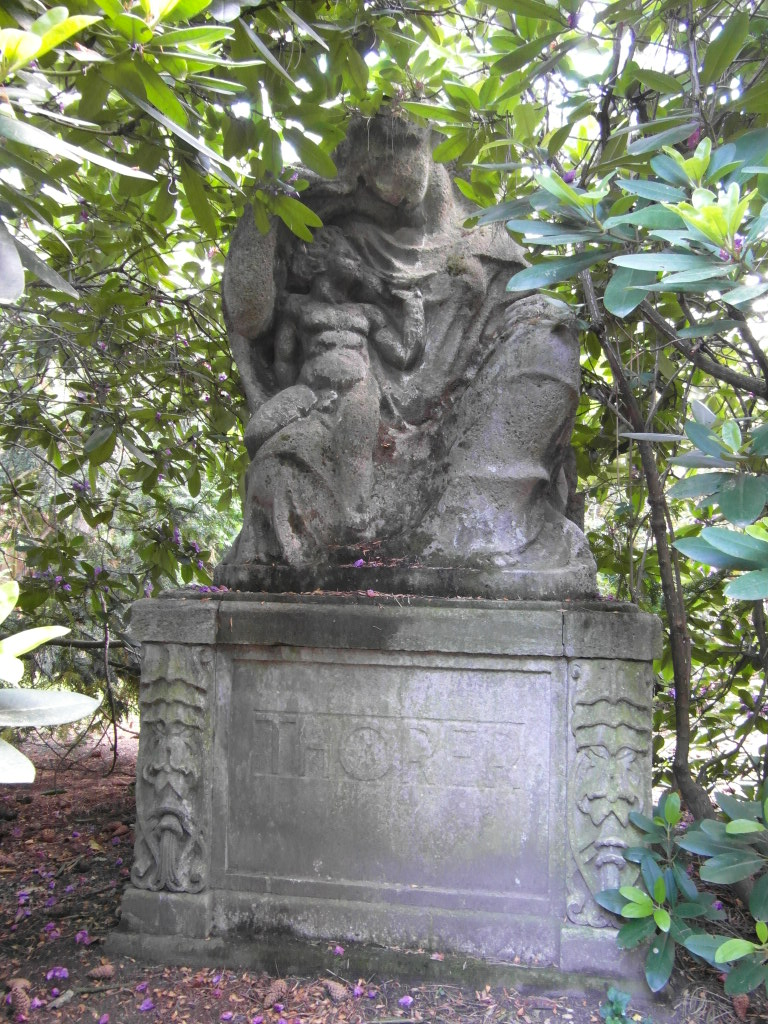
Grabstätte Familie Paul Thorer, Südfriedhof Leipzig, XV. Abteilung (2014 aufgelassen)

Paul Thorer war das dritte von acht Kindern des aus Görlitz stammenden Kürschners und Rauchwarenhändlers Theodor Thorer und seiner Frau Ernestine Emma geb. Hofmann (1834–1927). Pauls ältere Brüder Ernst (1855–1910) und Curt (1856–1918), sowie die jüngeren Theodor (1861–1907), Max (1866–1925) und Fritz (1876–1936) waren ebenfalls Rauchwarenhändler. Da sein Vater ihm die Leitung der russischen Geschäftsbeziehungen anvertrauen wollte, wurde Paul 1875 nach Moskau geschickt, um Russisch zu lernen.
Paul Thorer initiierte Anfang des 20. Jahrhunderts die Etablierung der Zucht von aus Russland stammenden Karakulschafen (Persianer) in Deutschland und vor allem deren Etablierung im damaligen Deutsch-Südwest-Afrika, dem heutigen Namibia. Im Frühjahr 1903 veranlasste Thorer zusammen mit Julius Kühn, Tierzucht-Institut Halle/Saale, dass vier Böcke und 28 Muttertiere aus Buchara (Zentralasien) nach Deutschland importiert wurden. Auf Bitten des damaligen deutschen Gouverneurs von Südwest-Afrika, Friedrich von Lindequist, kaufte Paul Thorer aus einem für Österreich bestimmten Transport von Karakulschafen zehn Mutterschafe sowie zwei bereits in Groß-Enzersdorf gezüchtete Karakulrammen. Er veranlasste 1907 den ersten Transport reinrassiger Tiere, aus der sich die Karakulzucht in Namibia entwickelte (Swakara). Swakara-Persianer bildeten zeitweilig einen der bedeutendsten Exportartikel Namibias.
Im Jahre 1912 betrug Thorers Vermögen fast 2 Millionen Mark und er war zum Königlich Sächsischen Kommerzienrat berufen worden. Er besaß ein Rittergut und die Häuser Brühl 70, Ritterstraße 31, 33 und 35 in Leipzig. Er selbst wohnte im Haus Beethovenstraße 35 – damals Villa Thorer genannt – im Leipziger Musikviertel.
Kurz nach seinem Tod im Jahr 1921 – und noch auf seine Anregung hin – wurde der 1908 gegründete Verband der Leipziger Rauchwarenfirmen e. V. in Reichsverband der deutschen Rauchwarenfirmen, Sitz Leipzig e. V. umbenannt und damit zu einer mehr überregionalen Interessenvertretung. Erster Vorsitzender wurde sein Schwiegersohn Paul Hollender.
Thorer war seit 1883 mit Anna Maria geb. Felix (* 1862) verheiratet. Das Paar hatte fünf Kinder: Ella (1884–1950), Walter (1886–1890), Hans (1888–1894), Arndt (1895–1937) und Eberhard (1896–1918). Jürgen Thorer war sein Enkel.